# Rodolphe Alexandre
Rodolphe Alexandre (født 26. september 1953 i Cayenne) er en politiker i Fransk Guyana og nuværende præsident for regionalrådet.
Rodolphe Alexandre var i perioden marts 2008 til marts 2010 borgmester i byen Cayenne. Den 26. marts 2010 tiltrådte han som præsident for regionalrådet i Fransk Guyana (Conseil régional de la Guyane indtil 1. januar 2016 og herefter Assemblée de Guyane), hvor han pr. september 2016 fortsat er præsident.